# Jardin botanique de l'université d'Innsbruck
Le jardin botanique de l'université d'Innsbruck (Botanischer Garten der Universität Innsbruck) est un jardin botanique de deux hectares administré par l'université d'Innsbruck en Autriche. Son adresse est : Botanischer Garten der Universität Innsbruck Sternwartestrasse 15, Innsbruck, Tirol 6020 Autriche. Il est membre du BGCI. Son code d'identification est IB.

## Historique
Ce jardin a été créé en 1911, remplaçant un jardin antérieur. Il a été réaménagé entre 1948 et 1965 et son jardin alpin de rocailles a été redessiné entre 1987 et 1990 et installé selon les principes de la systématique moderne.
Sa première serre date de 1909. Trois serres mieux adaptées ont été bâties entre 1977 et 1979, plus une serre de succulentes en 1993 et une sixième serre en 1997. L'entrée au jardin est gratuite, sauf pour les serres.

## Collections

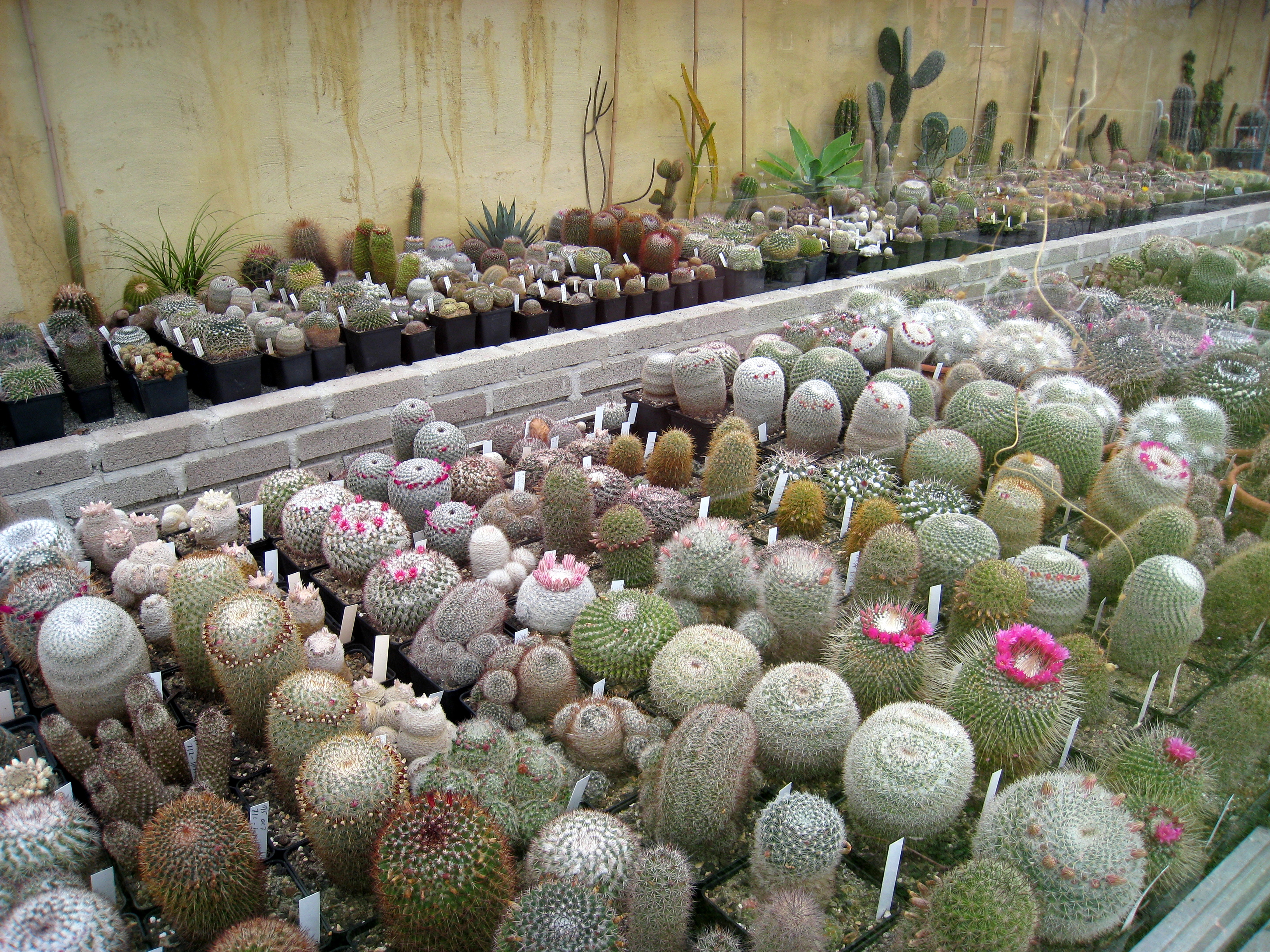
Serre des cactus avec des spécimens de Mammillaria

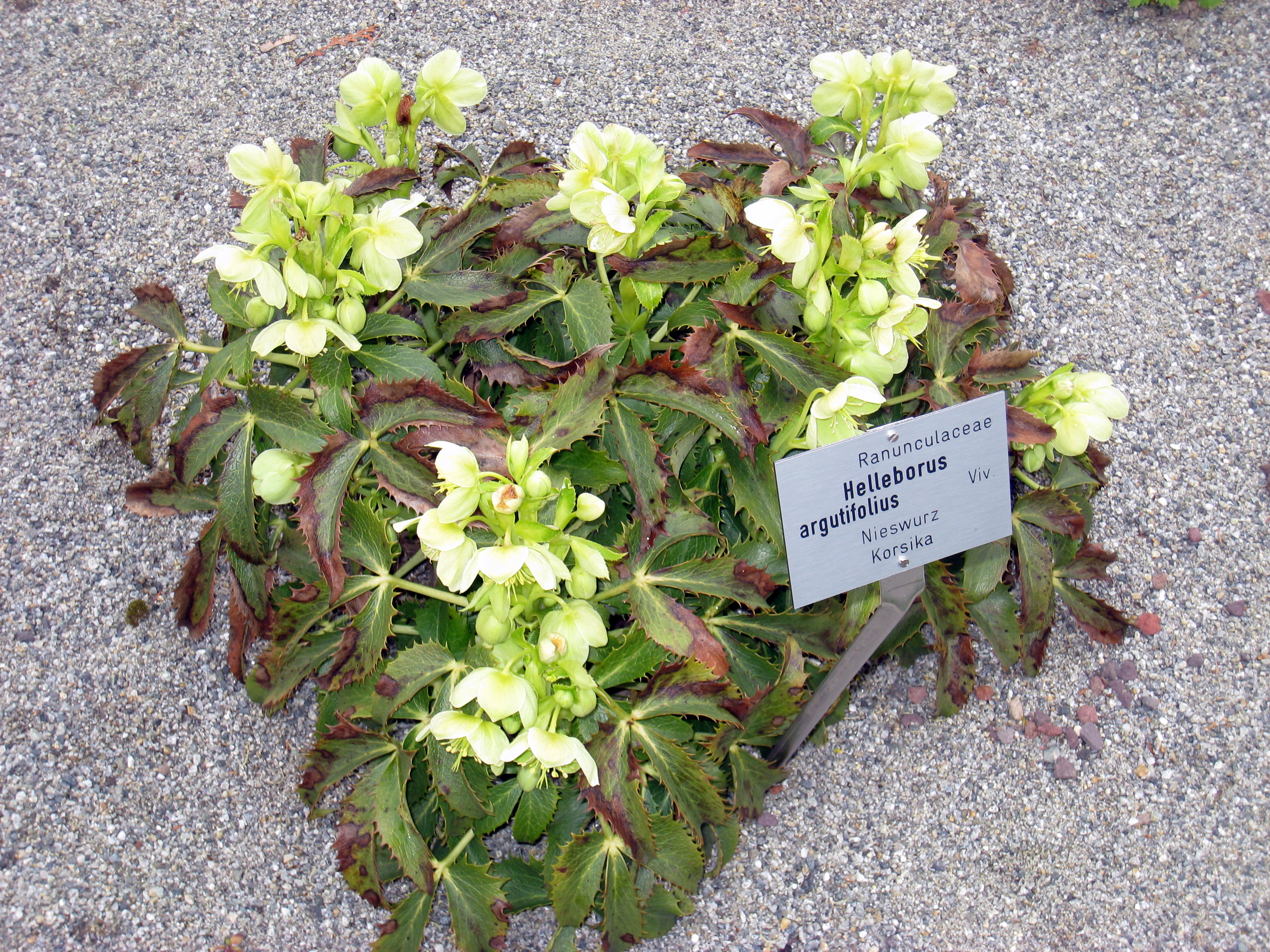
Helleborus argutifolius

Le jardin possède plus de six mille plantes vivantes et huit mille taxons cultivés, répartis selon les sections suivantes :
- Jardin alpin de deux mille mètres carrés divisé en zones géographiques et géologiques et abritant plus d'un millier de plantes alpines du monde entier non tropical. Une zone réservée au fougères est comprise, avec une tourbière et quatre mares.
- Arboretum comprenant des plantes ligneuses dont des gymnospermes et des angiospermes, ainsi que des plantes vivaces.
- Serres de cactus de trois cents mètres carrés avec plus de cinq cents espèces.
- Serre de plantes succulentes et méditerranéennes de deux cent quatre-vingts mètres carrés, à l'origine prévue pour les plantes de Méditerranée et des Canaries, étendue aujourd'hui aux plantes des régions froides d'Australie et de Nouvelle-Zélande, ainsi qu'aux succulentes d'Afrique et aux cactus d'Amérique.
- Serre des fougères avec des espèces épiphytes et des fougères aquatiques dans un espace de soixante-dix mètres carrés.
- Jardin des fragrances et du toucher réalisé en 1999. Les plantes sont étiquetées en braille. C'est le premier du genre en Autriche.
- Jardin des plantes médicinales organisées selon leurs principes actifs (plus de trois cents plantes).
- Serre des orchidées.
- Serre des succulentes d'Afrique et d'Amérique du Sud.
- Jardin systématique réorganisé en 1993, de mille mètres carrés.
- Serre tropicale de deux cent quatre-vingt-sept mètres carrés et d'une hauteur de douze mètres, abritant des plantes ornementales et d'usage agricole et industriel.